# Viaplay TV
Viaplay TV is een Nederlandse commerciële televisiezender die onderdeel is van Viaplay Group en waar facilitair Talpa Network voor wordt ingehuurd.

## Geschiedenis

### Op kanaal SBS9
Op 2 april 2024 werd bekend dat Talpa Network een samenwerkingsovereenkomst had gesloten met Viaplay. Als onderdeel van deze overeenkomst werd SBS9, als pilot, per 5 april 2024 hernoemd naar Viaplay TV. De zender stelt het aanbod van Viaplay centraal, waaronder de Formule 1-races, voetbalwedstrijden uit de Premier League en Bundesliga en dartstoernooien van de PDC. Ieder weekend wordt er een greep uit de voetbalwedstrijden live uitgezonden, en tijdens F1-weekenden zijn de vrijdagse trainingen live te zien. De kwalificatie en race worden in de avond integraal herhaald. Ook worden films en series op de zender uitgezonden.

### Eigen kanalen
Op 17 februari 2025 kondigen Viaplay Group en Talpa Network aan dat Viaplay TV per 14 maart dat jaar naar een eigen, nieuw kanaal verhuist, en dat SBS9 op haar originele kanaal terugkeert. 
Naast Viaplay TV, dat bij enkele providers in het basispakket komt, wordt de betaalzender Viaplay TV+ gelanceerd. Viaplay TV heeft een volledige focus op sport en is van Viaplay Group. Het (herhaal)aanbod van films en series van Talpa Network is (weer) bij SBS9 te zien. Bij Viaplay TV worden er nieuwe raceprogramma's geproduceerd, en krijgen de samenvattingen van de Formule 1 daar hun plek. Op Viaplay TV+ worden live-uitzendingen van onder andere Engels en Duits voetbal, PDC Darts en Formule 1 uitgezonden.